# Università statale di Magnitogorsk
L'Università statale di Magnitogorsk (MaGU, in russo Магнитогорский государственный университет?, Magnitogorskij gosudarstvennyj universitet) è stato un ente di istruzione accademica russo situato a Magnitogorsk. Nel 2013-14 è stata inglobata nell'Università tecnica statale di Magnitogorsk.

## Struttura
- Facoltà di chimica
- Facoltà di fisica
- Facoltà di matematica
- Facoltà di storia
- Facoltà di lettere
- Facoltà di pedagogia
- Facoltà di lingue straniere
- Facoltà di arti grafiche
- Facoltà di professioni pubbliche
- Facoltà di informatica
- Facoltà di formazione avanzata e riqualificazione professionale
- Facoltà di specializzazione individuale e formazione preuniversitaria
- Facoltà di economia e management